# Alice în Țara Minunilor (film din 1972)
Alice în Țara Minunilor este un film de animație britanico-american din 1972.

## Personaje
- Fiona Fullerton - Alice
- Michael Jayston - Lewis Carroll (Charles Dodgson)
- Hywel Bennett - Duckworth
- Michael Crawford - Iepurele Alb
- Davy Kaye - Șoarecele
- William Ellis - Dodo
- Freddie Earlle - Cobaiul Pat, Bufnița
- Julian Chagrin - Bill Șopârla
- Mike Elles - Doi Cobai
- Ralph Richardson - Omida
- Fred Cox - Tweedledum (ca Freddie Cox)
- Frank Cox - Tweedledee
- Peter O'Farrell - Peștele Lacheu
- Ian Trigger - Broasca Lacheu (ca Peter Trigger)
- Peter Bull - Ducesă
- Patsy Rowlands - Prăjitura
- Roy Kinnear - Pisica Cheshire
- Robert Helpmann - Pălărierul nebun
- Peter Sellers - Iepurașul de martie
- Dudley Moore - Alunari
- Dennis Waterman - 2 de pică
- Ray Brooks - 5 de Pică
- Richard Warwick - 7 de Pică
- Dennis Price - Regele de Inimă
- Flora Robson - Regina de Inimă
- Rodney Bewes - Ticăloși de Inimă
- Spike Milligan - Grifon
- Michael Hordern - Țestoasa falsă
- Victoria Shallard - Lorina
- Pippa Vickers - Edith
- Ray Edwards - Vultur
- Stanley Bates - Maimuță
- Melita Manger - Veveriță
- Angela Morgan - Lory
- June Kidd - Coțofană
- Michael Reardon - Broasca
- Brian Tripping - Rața